# Phonygammus keraudrenii
El ave del paraíso trompetera (Phonygammus keraudrenii) es una especie de ave paseriforme de la familia Paradisaeidae y única representante del género Phonygammus. Es de unos 31 cm y vive en Australia, Nueva Guinea y otras islas cercanas de Melanesia. Tiene dos cuernos de plumas azules, como su cabeza y cuello. Además, el resto de su cuerpo es violeta.